# Stanley Williams
Stanley Tookie Williams III (29 de dezembro de 1953 - 13 de dezembro de 2005) foi um dos fundadores do Crips, uma violenta gangue de rua dos Estados Unidos, que tinha suas origens na área centro-sul de Los Angeles.

## Biografia
Nascido em Shreveport, na Louisiana, mudou-se ainda menino para Los Angeles, onde começou a se envolver com as gangues locais. Assim, em 1969 juntamente com Raymond Washington criou os Crips, passando a praticar diversos crimes.
Em 1979, Stan Tokkie matou Albert Owens, Tsai-Shai Yang, Yen-I e Yee Chen Lin num supermercado. Já na prisão, Stan Tokkie foi colocado diversas vezes na solitária, local onde passou a rever sua vida, o que o levou a escrever diversos livros com o objetivo de evitar que outras crianças se envolvessem com as gangues. Por tais assassinatos ele foi condenado à pena de morte por injecção letal. Sua última refeição foi aveia com leite.
Por tal iniciativa, ele foi indicado duas vezes ao Prémio Nobel: em 2001 ao Prémio Nobel da Paz e posteriormente ao Prémio Nobel de Literatura.
Em 2004 foi lançado o filme Redemption: The Stan Tookie Williams Story, que conta a história de sua vida. Após ter seu último pedido de clemência negado pelo governador da Califórnia Arnold Schwarzenegger, no dia 13 de dezembro de 2005 foi executado com uma injeção letal em cumprimento à pena de morte imposta a ele pelo estado americano.
O caso gerou uma campanha internacional por clemência. Celebridades de Hollywood, entre eles Jamie Foxx e Danny Glover, líderes negros como Jesse Jackson e opositores à pena de morte em todo o mundo se manifestaram em favor de Williams, dando como justificativa seu trabalho contra a violência. Seus defensores afirmaram ter recebido "dezenas de milhares" de cartas e e-mails que sustentavam que a mensagem do condenado contra as gangues repercutiu nas ruas e nos centros de detenção de delinquentes juvenis.

## Livros de Stanley
- Blue Rage, Black Redemption: A Memoir em 2005
- Gangs and Drugs em 1997
- Gangs and Self-Esteem em 1999
- Gangs and the Abuse of Power em 1997
- Gangs and Violence em 1997
- Gangs and Wanting to Belong em 1997
- Gangs and Weapons em 1997
- Gangs and Your Friends em 1999
- Gangs and Your Neighborhood em 1997
- Life in Prison em 1998
- Redemption: From Original Gangster to Nobel Prize Nominee - The Extraordinary Life Story of Stanley Tookie Williams em 2004